# Генріх Рот
Генріх Рот (нім. Heinrich Roth, також Henricus Rodius і Henrique Roa; 18 грудня 1620, Аугсбург — 20 червня 1668, Агра) — місіонер й один з перших дослідників санскриту.

## Біографія
Народився та виріс в Аугсбурзі, де його батько Конрад Рот (помер у 1637 році) працював як доктор обох прав на князя-єпископа, у 1635—1639 роках вивчав риторику в університеті Діллінген-на-Дунаї та філософію в єзуїтському коледжі в Інсбруку. У 1639 році він став єзуїтом в Ландсберзі, у 1641—1645 роках навчався у Мюнхенському університеті, потім повернувся у Діллінген і почав вивчення теології, закінчивши в Інгольштадті у 1649 році. Того ж року його висвятили у священники в Айхштеті.
Від імені Франческо Пікколоміні він отримав призначення до так званої Ефіопської експедиції до Індії. Подорожуючи сухопутним шляхом через Смирну (1650) та Ісфахан, він прибув до Гоа до 1652 року. Він спочатку працював на острові Сальсеті осторонь Гоа, де час від часу виконував замовлення як перекладач з португальської. Потім один з місцевих принців призначив його до складу посольства. У 1654 році, через Уттаракханд, досяг Могольської імперії та її столиці Агри. Як голова єзуїтської місії в Агрі з 1659 року, він був залучений у протистояння з Шах Джаханом й Аурангзебом.
Після вивчення перської мови, каннади та гіндустані Рот в Агрі також протягом кількох років набув глибокого знання класичної санскритської граматики та літератури від місцевих пандитів. Французький дослідник і філософ Франсуа Берньє, який познайомився з ним у ці роки, цінував його як чудового знавця культури та релігій Індії.
У 1662 році, об'єднавшись з єзуїтом Йоганном Грюбером, який повертався з Китаю, Рот повернувся до Європи сухопутним шляхом, через Кабул, і прибув до Риму у лютому 1664 року. Атанасій Кірхер у своїй монументальній праці «China illustrata» опублікував їх дорожні нотатки, опис Ротом санскритського алфавіту та витримки з деяких інших робіт єзуїта. Вирушивши на північ Німеччини, Рот прочитав кілька лекцій у Нойбурзі з історії та культури імперії Монголів, уривки з яких згодом були опубліковані. У Відні Рот отримав фінансову підтримку від імператора Леопольда I для публікації своєї санскритської граматики, яку завершив в Агрі у 1660 році, але генерал Товариства Ісуса Джованні Паоло Олива зупинив проєкт.
За наказом Оливи Рот очолив єзуїтську місію у Непал, він вирушив в Азію через Константинополь і Сурат, повернувшись до Агри у 1666 році, де і помер у 1668 році до того, як зумів виступити з місією в Непал. Частину його могили все ще можна побачити у каплиці у Лашкарпурі, передмісті Агри.
Санскритська граматика Рота, яку він закінчив в Агрі у 1660 році, була написана латинською мовою і називалася «Grammaticca linguae Sanscretanae Brachmanum Indiae Orientalis». Її рукопис досі зберігається у Національній Центральній бібліотеці у Римі. Інші праці єзуїта — дослідження алфавітів гіндустані та деванаґарі, веданти та Вішну. Також у Королівській бібліотеці Бельгії у Брюсселі зберігаються 35 листів, написаних Ротом з Індії та під час подорожі до Європи.

### Видання робіт Рота
- Arnulf Camps/Jean-Claude Muller (Edd.), The Sanskrit grammar and manuscripts of Father Heinrich Roth, SJ (1620—1668). Facsimile edition Biblioteca Nazionale, Rome, Mss. Or. 171 і 172 (Leiden, 1988). (includes a complete list of Roth's surviving works and references to where parts of them have previously been printed)

### Дослідження про Рота
- Arnulf Camps, The Sanskrit Grammar та Manuscripts of Father Heinrich Roth SJ (1620—1668). Introduction. The History of his Sanskrit Manuscripts. In: Arnulf Camps, Studies in Asian mission historie 1956—1998, Leiden/Boston/Köln, 2000, pp. 84-104.
- Claus Vogel, Heinrich Roth, in: Neue Deutsche Biographie 22, 2005, pp. 106 кв. (German) online
- Claus Vogel, The Jesuit missionary Heinrich Roth (1620—1668) і його комерційне місце в Агра. In: Lars Göhler (Ed.): Indische Kultur im Kontext. Rituale, Texte und Ideen aus Indien und der Welt. Festschrift für Klaus Mylius. Wiesbaden, 2005, pp. 407—412.
- Claus Vogel, old letter from Surat written by German Jesuit Heinrich Roth . In: Annals of the Bhandarkar Oriental Research Institute 58, 1987, pp. 609—619.
- Claus Vogel, Die Vorarbeiten des Jesuitenmissionars Heinrich Roth (1620—1668) zu einem Sanskrit-lateinischen Wörterbuch. In: Helmut Eimer (Ed.): Vicitrakusumañjali. Festschrift für Richard Othon Meisezahl anläßlich seines achtzigsten Geburtstages. Bonn, 1986, pp. 131—146. Shortened English version: Claus Vogel, The preliminary work done by Heinrich Roth (1620—1668) on a Sanskrit-Latin dictionary . In: Aligarh Journal of Oriental Studies 4, No. 1, 1987, pp. 69-74.
- Bruno Zimmel, P. Heinrich Roths SJ Expedition nach Nepal . In: Jahrbuch des Historischen Vereins Dillingen an der Donau 70, 1968, pp. 64-78[недоступне посилання з Март 2018] (German).